# Cochliatoxum periachtum
Cochliatoxum periachtum is een soort trilhaardiertje uit het geslacht Cochliatoxum. Het is het grootste trilhaardiertje dat voorkomt in de darmen van paarden.

## Kenmerken
C. periachtum heeft een lengte van 360-510 μm en een breedte van 180–230 μm. De ratio tussen de lengte en de breedte is 1,8:2,1. Het heeft een cilindrische vorm met afgeronde uiteinde. De cilia (trilharen) in de mondregio bestaan uit twee banden rond de lijnvormige mond. De lichaamscilia aan de nabij achterkant van de cel vormen twee halve spiralen.